# Estação Kuznetskii Most
Kuznetskii Most (em russo:  Кузнецкий мост) é uma das estações da linha Tagansko-Krasnopresnenskaia (Linha 7) do Metro de Moscovo, na Rússia. Estação «Kuznetskii Most» está localizada entre as estações «Kitai-Gorod» e «Pushkinskaia».